# José Montes de Oca

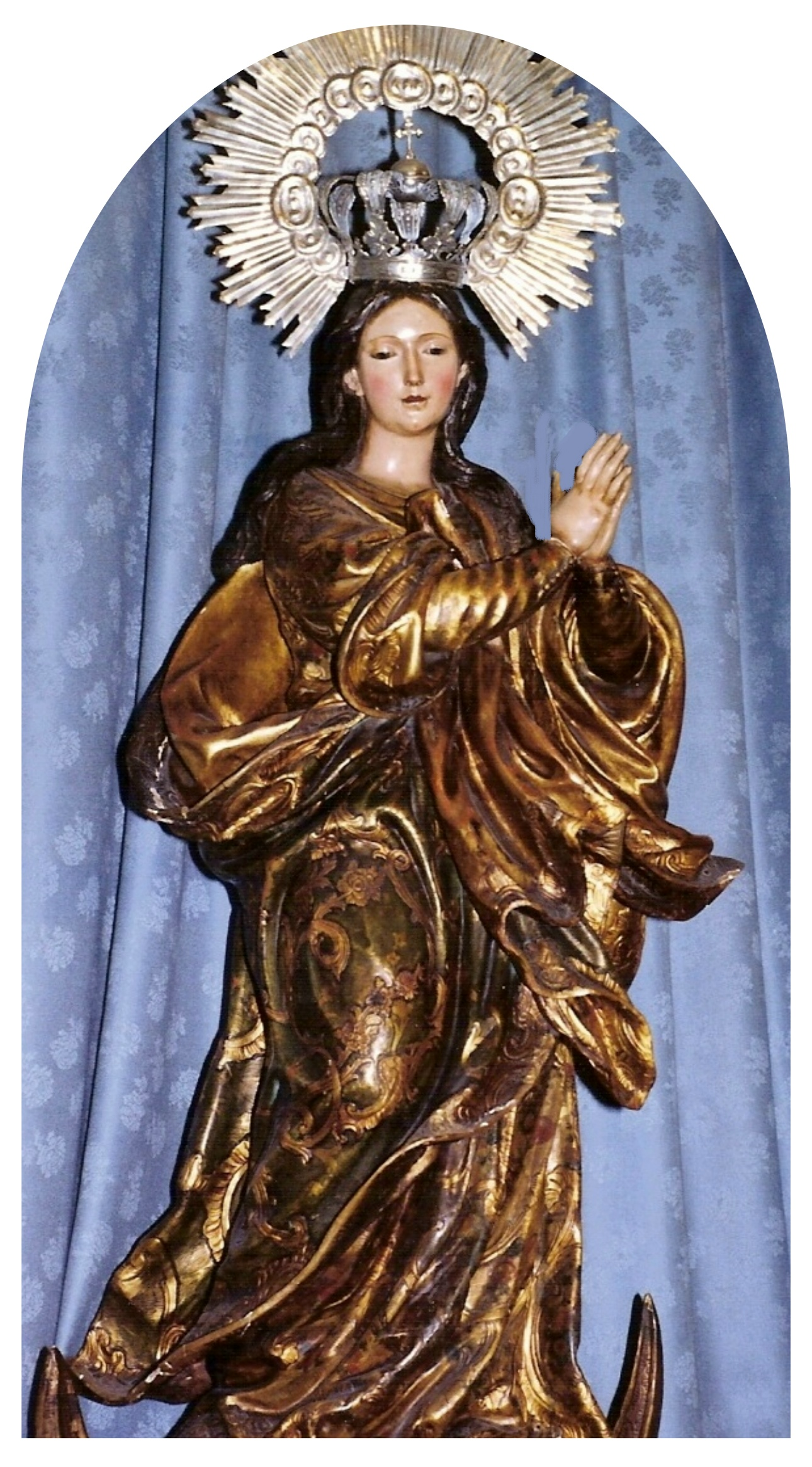
Inmaculada de Montes de Oca, Iglesia de la Conversión de San Pablo, Cádiz.

José Montes de Oca y León (Sevilla o Antequera, ¿1676? - Sevilla, 1754) escultor español del siglo XVII y XVIII, perteneciente a la Escuela sevillana de escultura.

## Biografía
Nace en Antequera o Sevilla en el último tercio del siglo XVII, barajándose varias fechas. Sus padres, Cristóbal de León y Teresa Torrenueva y Mansilla, habían contraído matrimonio en la parroquia de San Sebastián de Antequera el 26 de noviembre de 1676, el matrimonio tuvo tres hijos –Pedro, Tomasa y José–, según las declaraciones realizadas en 1692 por Pedro de León I y Teresa de Torrenueva –abuelo y madre
del escultor–. El primogénito, que recibió el nombre del abuelo, nació el 31 de enero de 1678 y fue bautizado el 4 de febrero en la parroquia de San Sebastián de Antequera. La partida de bautismo del escultor no ha sido hallada hasta el momento, pero sí se sabe que su tío Pedro de
León II se estableció en Loja y sus abuelos se instalaron en Cádiz, en donde vivían en 1691-1692. En 1684 su padre, Cristóbal de León marchó a América dejando en España a su mujer con los tres hijos, según declaró ella en 1692 en Cádiz, haciendo constar que era vecina de Sevilla. Además de estos tres hijos, Teresa Torrenueva tuvo otra hija (posiblemente de distinto padre), pues el escultor nombró heredera a su hermana soltera Josefa Marcela.
El escultor declaró su edad en su expediente matrimonial, de lo que se deduce que nació en 1683 o 1684, pero dicho asiento no resulta fidedigno, pues se contradice con la afirmación de su propia madre de que «en 1684 contaba con unos ocho años», además recoge varios datos falsos o confusos, como que ambos habían nacido en Sevilla (al menos la novia lo había hecho en Cádiz) o el cambio de apellido del escultor, quien aparece por primera vez como Montes de Oca. Ello, unido la inopinada salida del padre para América, podría hacer pensar en cierta intencionalidad en sembrar la duda sobre la identidad, cuya causa última hasta el momento no ha podido ser desvelada.
Según Cean Bermúdez vería la luz en el año 1668, entre 1675 y 1680 dice Hernández Díaz, aunque Lorenzo Alonso de la Sierra Fernández la fija en 1676 basándose en la afirmación de su madre. Desde que en 1684 su padre, Cristóbal de León supuestamente embarcara para “las Indias” en el puerto de Cádiz, la familia manifiesta no haber tenido más noticia de él. Su madre, Teresa Torrenueva, desde este momento habría criado sola a sus tres hijos, Pedro, Tomasa y José. Por el traslado de sus abuelos a Cádiz y su matrimonio en 1707 con Eugenia de Padilla y González, natural de dicha ciudad, tuvo múltiples contactos con ésta, donde llegó a residir algún tiempo.
No se le conoce descendencia. Vivió con su esposa y su hermana Tomasa en la calle Francos de Sevilla, donde otorgó su testamento en 1745, pudiéndose constatar que no debía de tener una posición desahogada, muriendo en 1754.

## Estilo y obra

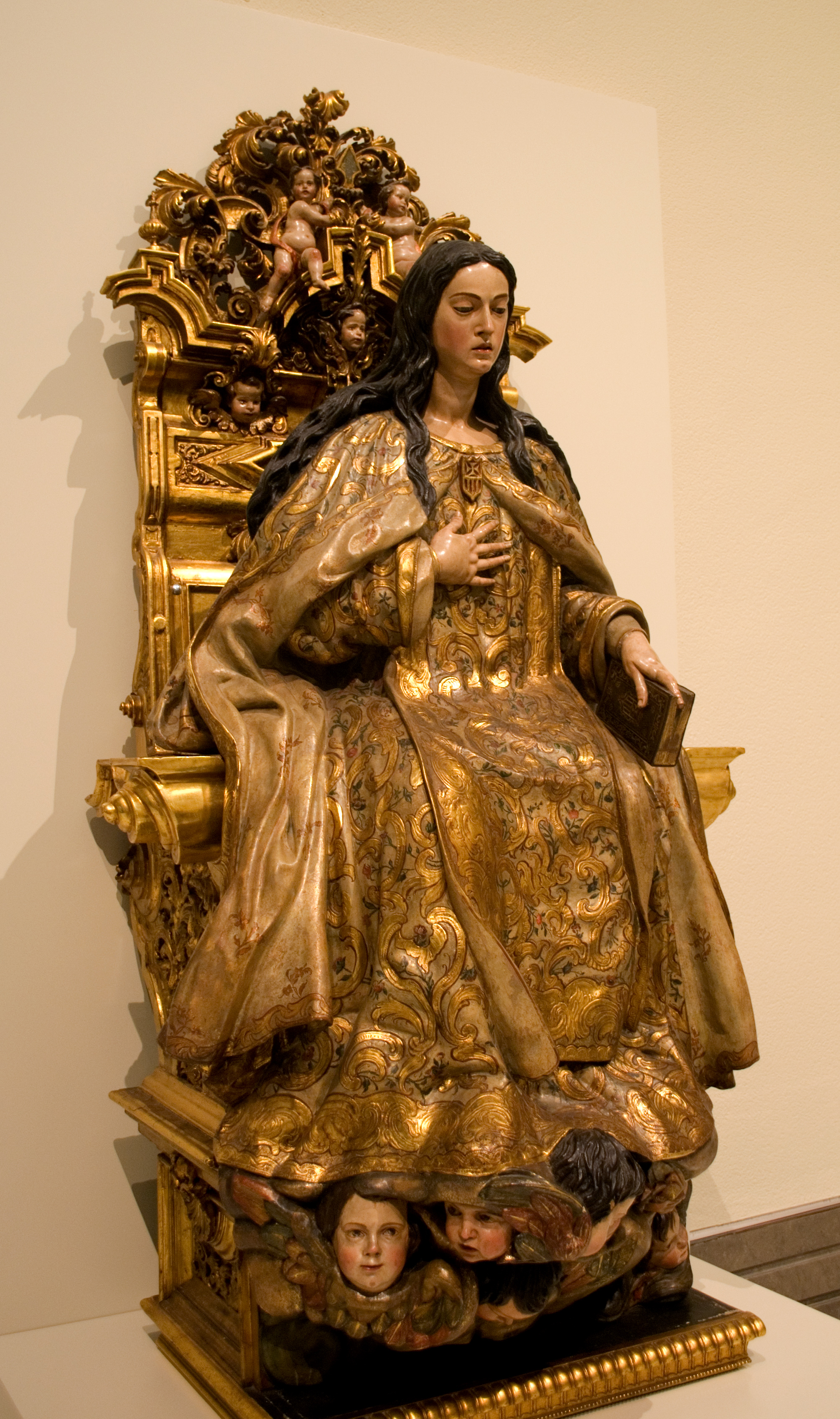
Imagen de la Virgen Comendadora de la Merced (h1735), Capilla del Museo de Sevilla.

Realizó su aprendizaje en el taller sevillano de Pedro Roldán, también oriundo de Antequera, hasta finales del siglo XVII, estableciéndose como maestro escultor en esta ciudad. Los contactos con Cádiz fueron frecuentes y fructíferos. Además su hermano Pedro permanece en esta ciudad y aparece como fiador en el contrato que realizan para La Inmaculada de los Descalzos.
Como escultor realizó toda su obra en Sevilla pues aunque se desplazaba con frecuencia para firmar los contratos de sus trabajos, siempre los ejecutaba en la ciudad hispalense. Su arte impregnado de religiosidad, tiene la influencia de los grandes maestros del inicio del barroco, como Martínez Montañés y Juan de Mesa.
A pesar de su maestría no se le conocen discípulos salvo Benito de Hita y Castillo. Su obra fue muy extensa, mucha de ella perdida en diversos sucesos. La primera conocida, María Santísima de los Dolores destinada a La Puebla de Cazalla (Sevilla), data de 1717. A las provincias vecinas de Málaga, Huelva y Cádiz, fueron destinadas parte de su producción. Muestra de ello es la Divina Pastora de las Almas que aguarda en el barrio de Capuchinos de la emblemática ciudad de Málaga. Se tiene constancia que allá por la década de 1750, la obra estaba terminada; pero no sería hasta el 1771 cuando pasara a ser la Titular de la Congregación de la Divina Pastora de las Almas, fundada por fray Diego José de Cádiz. No obstante, la figura del Divino Pastorcillo es mucho más reciente, creada por el imaginero Duarte.
En la Iglesia de la Conversión de San Pablo (Cádiz), se concentran por distintos avatares, al menos cuatro obras de este autor: la Inmaculada Concepción (1719), dos Ángeles lampareros y la efigie de Nuestro Padre Jesús del Ecce-Homo, realizada sobre 1730 para la Archicofradía de esta titularidad. Ésta, quizás, sea la mejor obra Cristífera en la producción de Montes de Oca.
En 1726 firmó el grupo de Santa Ana y la Virgen para la iglesia de Nuestra Señora de las Virtudes, de La Puebla de Cazalla; la inspiración de esta obra la tomó del trabajo de Martínez Montañés para el Convento de Santa Ana de Sevilla, aunque con un carácter más naturalista, propio de la época. 
Consta que en 1730 se le encargó el grupo de la Piedad para la Hermandad de los Servitas en Sevilla, formado por la Virgen de los Dolores y el Cristo de la Providencia, actualmente se encuentran en la capilla de los Servitas, anexa a la iglesia de San Marcos. Ceán Bermúdez cita entre las obras de Montes de Oca una imagen de alrededor de 1735, "Nuestra señora sentada en la primera silla del coro del Convento de la Merced Calzada", de estilo barroco, que se encuentra en la capilla del Museo de Sevilla. Otra obra de Montes de Oca es una imagen de San José en la iglesia de San Isidoro de Sevilla.
También es suya la primitiva talla de la Virgen de las Angustias de la Hermandad de los Gitanos, destruida en 1936, y la imagen de María Santísima de las Angustias Coronada de Alcalá del Río, titular de la Hermandad de la Vera-Cruz junto con el Santísimo Cristo de la Vera-Cruz. https://inciensomalagueno.wixsite.com/rinconcofrade/soy-pastoreno<